# Håkan Cronsioe
Håkan Natanael Cronsioe, född 30 november 1915 i Stuguns församling, Jämtlands län, död 6 maj 1998 i Stockholm, var en svensk film- och radioproducent.
Cronsioe, som var son till Nathanael Cronsioe och Hildur Håkansson, avlade realexamen 1932 och folkskollärarexamen i Linköping 1940, var folkskollärare i Solna 1941–1947 och chef för Motormännens Riksförbunds trafiksäkerhetsavdelning 1945–1946. 
Cronsioe började producera radioprogram och filmer som regementsassistent 1943, genomgick utbildning i filmfacket jämsides med lärartjänsten och var direktör och ägare till produktionsbolaget Svensk Tonfilm från 1947 där fria filmare som till exempel Jan Lindblad och Sven Gillsäter fick möjlighet att producera filmer. Cronsioe var producent för ett flertal radio- och TV-program. 
Cronsioe var medlem av Svenska Baptistsamfundet, ordförande i Kristna Affärsmän och Näringsidkares (KAN) stockholmsavdelning 1959–1962 samt ansvarig utgivare för dess tidskrift "Guidepost". 

## Filmografi
- 1942 – Kissen klarade kassan, svartvit stumfilm, digitaliserad av Filmarkivet
- 1977 – Mellan två världar
- 1978 - Luffarliv. I samarbete med Ingvar Ankarhamn och Olle Furuholm, filmad av Ronny Carlsson. Utgiven av Svenska Missionsförbundet.